# LovePlanet.ru
LovePlanet — сеть сайтов знакомств, начавшая свою работу в 2005 году.
Сайт является одним из известнейших и старейших сайтов знакомств в Рунете. На сайте зарегистрировано более 32 млн анкет. Согласно открытым данным, выручка сайта за 2014 год составила более 200 млн рублей. По данным международного сервиса мобильной аналитики AppAnnie за 2016 год мобильное приложение Loveplanet заняло 8 место в России по совокупному доходу на iOS и Google Play, обогнав на одну позицию ВКонтакте.

## История
Система была создана петербургской компанией «Артфон» и стала конкурировать с основной на тот момент сетью знакомств, Mamba.ru. Оригинальная функциональность начала появляться после покупки системы в 2007 году компанией «МедиаМир» — дочерним предприятием «РБК Информационные системы» (холдинг РБК).
Позже в прессе неоднократно появлялась информация о продаже сервиса. Однако в октябре 2014 председатель совета директоров РБК Дерк Сауэр опроверг эту информацию, заявив, что сервис является прибыльным и вопрос о продаже не стоит. В конце 2014 года безуспешные переговоры о покупке сервиса провела группа компаний Rambler&Co.

### 10 лет LovePlanet
Осенью 2015 года CEO сервиса Максим Храмов представил на проекте vc.ru небольшое социологическое исследование, приуроченное к десятилетнему юбилею LovePlanet. В тексте руководитель представил несколько неожиданных статистических выводов, рассказал о нюансах успешного общения на сайте и привычках пользователейВ разговоре с Roem.ru Кононенко подтвердил, что корпоративное письмо принадлежит ему, но отказался назвать конкретные цифры.

## Партнёрская программа
Широкий охват аудитории обусловлен тем, что любой желающий может заработать деньги, подключив свой домен или субдомен к партнёрской программе LovePlanet. Привлекая пользователей в систему, партнёр получает вознаграждение за каждую новую анкету (8-35 р.) и процент от денег (до 50 %), потраченных пользователями на платные сервисы. В 2007-м году число сайтов-партнёров превышало 2000.